# Перезмінка (фільм)
«Перезмінка» — романтична воєнна драма режисера Джонатана Деммі. За роль другого плану Крістін Лагті отримала номінацію на «Оскар».

## Сюжет
Щасливе життя подружжя Кей та Джек закінчується: чоловік йде добровольцем на військову службу після подій у Перл-Гарборі. Щоб зводити кінці з кінцями жінка влаштовується на авіаційний завод. Самотня і сумна Кей закохується в трубача Лакі, їхні стосунки покриває подруга Гейзел. Вони втрьох проводять весело час, поки Джек не повертається додому та розуміє, що трапилось.

## У ролях
| Актор         | Роль            |
| ------------- | --------------- |
| Голді Гоун    | Кей Волш        |
| Курт Расселл  | Лакі Локгарт    |
| Крістін Лагті | Гейзел Зануссі  |
| Ед Гарріс     | Джек Волш       |
| Фред Ворд     | Туї             |
| Беліта Морено | Мейбел Стоддард |
| Голлі Гантер  | Дженні          |
| Суді Бонд     | Анні            |
| Патті Малоні  | Лаверн          |
| Чарльз Неп'єр | Мун Вілліс      |

## Створення фільму

### Виробництво
Зйомки фільму проходили в Каліфорнії, США.

### Знімальна група
- Кінорежисер — Джонатан Деммі
- Сценаристи — Ненсі Доуд, Бо Голдмен, Рон Нісвонер
- Кінопродюсер — Джеррі Бік
- Композитор — Патрік Вільямс
- Кінооператор — Так Фудзімото
- Кіномонтаж — Крейг Мак-Кей
- Художник-постановник — Пітер Джемісон
- Артдиректор — Бо Велш
- Художник по костюмах — Джо І. Томпкінс[2].

## Сприйняття

### Критика
Фільм отримав змішані відгуки. На сайті Rotten Tomatoes оцінка стрічки становить 92 % на основі 13 відгуків від критиків (середня оцінка 7,1/10) і 41 % від глядачів із середньою оцінкою 2,9/5 (3 357 голосів). Фільму зарахований «стиглий помідор» від кінокритиків та «розсипаний попкорн» від глядачів, Internet Movie Database — 5,9/10 (3 528 голосів).

### Номінації та нагороди
| Нагороди та номінації фільму «Перезмінка» | Нагороди та номінації фільму «Перезмінка» | Нагороди та номінації фільму «Перезмінка» | Нагороди та номінації фільму «Перезмінка» | Нагороди та номінації фільму «Перезмінка» | Нагороди та номінації фільму «Перезмінка» |
| Рік                                       | Кінофестиваль/кінопремія                  | Категорія/нагорода                        | Номінант                                  | Результат                                 |                                           |
| ----------------------------------------- | ----------------------------------------- | ----------------------------------------- | ----------------------------------------- | ----------------------------------------- | ----------------------------------------- |
| 1984                                      | Асоціація кінокритиків Лос-Анджелеса      | Найкраща жіноча роль другого плану        | Крістін Лагті                             | Номінація                                 |                                           |
| 1984                                      | Спільнота кінокритиків Нью-Йорка          | Найкраща жіноча роль другого плану        | Крістін Лагті                             | Перемога                                  |                                           |
| 1985                                      | «Оскар»                                   | Найкраща жіноча роль другого плану        | Крістін Лагті                             | Номінація                                 |                                           |
| 1985                                      | «Золотий глобус»                          | Найкраща жіноча роль другого плану        | Крістін Лагті                             | Номінація                                 |                                           |